# Arhipelagul Bijagós

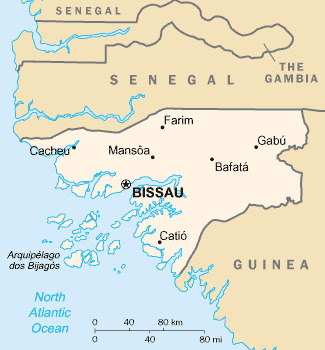
Poziţia insulelor pe harrta statului Guineea-Bissau

Bijagós este un arhipelag situat în Golful Guineei, nu departe de coastele statului african Guineea-Bissau, de care și aparțin teritorial.

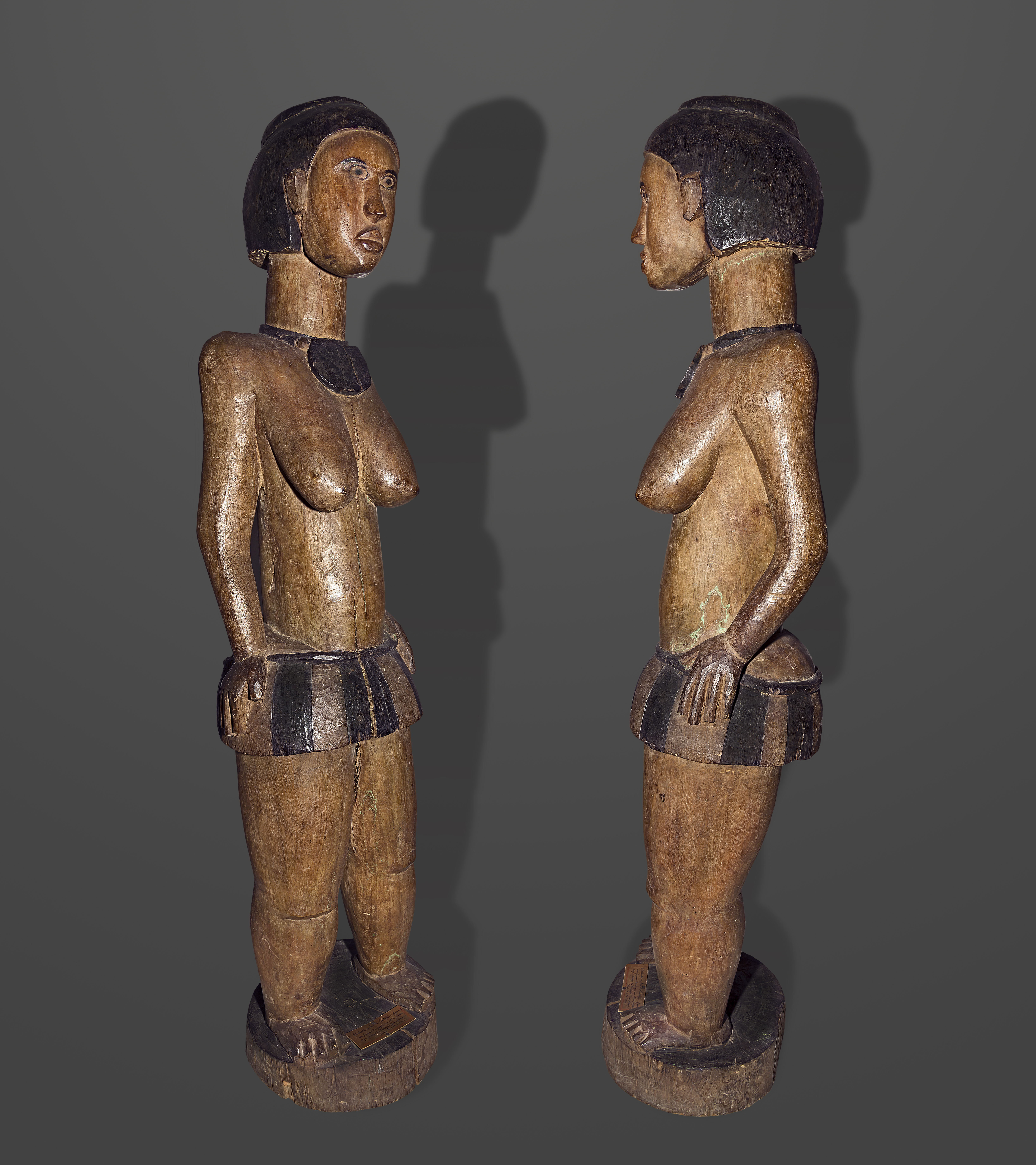
Sculptura de femeie MHNT

Cu o suprafață de peste 2600 km2 și cupinzănd un număr de 88 insule, dintre care doar 18 sunt mai importante(Bolama, Bubaque, Carache, Caravela, Enu, Formosa, Galinhas, João Viera, Maio, Meneque, Orango, Orangozinho, Ponta, Roxa, Rubane, Soga, Unhacomo, Uno and Uracane) arhipelagul a fost locuit de către populațiile Bijagós, care și-au consolidat o puternică flotă în secolul al XVI-lea, ceea ce a împiedicat dominația portugheză în zona insulelor, aceasta realizându-se de abia în 1936. 
Populația care locuiește numai 20 din cele 88 de insule se bucură de o largă autonomie.
Insulele situate în partea de sud sunt o Rezervație a Biosferei UNESCO, datorită faptului că sunt cele mai împădurite și pentru speciile întâlnite aici - broaște țestoase de mare și maimuțe.